# 阳蕾
阳蕾（1984年10月12日—），出生于中国重庆，中国大陆女歌手。2006年因参加湖南卫视《超级女声》获得成都季军、全国第十名而被观众和媒体的瞩目。出道至今发行1张专辑《熊猫来了》，在多部影视作品如《那小子真帅》、《男生日记》、《淘气马小跳》、《忘掉我是谁》、《天地姻缘七仙女》、《芳心驿动》中担任主要角色，现在是卡酷少儿卫视主持人。

## 生平
- 1991年 在红岩子弟校读书，初中毕业考进重庆师范学院音乐大专班，在学校是优秀学生，班上是团支部书记，学校纪律部长。获得全国声乐八级证书，在学校时一翻唱一首《瞬间的誓言》成为学校小有名气的人物。[來源請求]
- 2005年 毕业分配到重庆市万盛区和平艺术学校任小学音乐教师，第一期在教师演讲中获一等奖，碚城之星获二等奖。[來源請求]
- 2006年 参加超级女声比赛后，与上海天娱传媒签约，弃教从艺。
- 2007年 担任青春偶像剧《那小子真帅》女一号韩千穗
- 2008年 出演校园偶像剧《男生日记》女三号莫欣儿，同年于天娱传媒解约[1]
- 2009年 发行首张专辑《熊猫来了》[2]
- 2010年 参演电视剧《天地姻缘七仙女》[3]和《忘掉我是谁》
- 2011年 参与电视剧《天下盐商》拍摄
- 2012年 参与电视剧《鸳鸯配》拍摄
- 2013年 参与电影《古镇凶灵之巫咒缠身》和电视剧《终身定情》[4]拍摄
- 2014年 长期在北京卡酷卫视主持栏目《幼乐园》，并代表北京卫视主持2014澳洲《世界和平祈祷大会》和平晚会暨澳洲中华总商会联合会成立大典

## 音乐作品

### 专辑/EP
| 专辑数量 | 专辑名称     | 专辑类型 | 发行公司 | 发行日期     | 专辑曲目                                                   |
| -------- | ------------ | -------- | -------- | ------------ | ---------------------------------------------------------- |
| 第一张   | 《熊猫来了》 | EP       | 歌亮文化 | 2009年5月5日 | 曲目 1. 熊猫来了 2. 运动宝贝 3. 戒不掉 4. 爱，勇气 5. 学会 |

### 发行单曲
未收录在自己专辑的单曲，所有单曲都是自己作词作曲
| 发表时间   | 单曲名称           | 备注                             |
| ---------- | ------------------ | -------------------------------- |
| 2007年6月  | 《12345》          | 湖南娱乐频道《1234舞》栏目主题曲 |
| 2007年9月  | 《爱我不啰嗦》     | 偶像剧《那小子真帅》插曲         |
| 2008年5月  | 《我们心在一起》   | 抗震救灾公益歌曲                 |
| 2009年12月 | 《生生不息》       | “绿色音乐联盟”主题歌             |
| 2010年4月  | 《让爱把世界照亮》 | 玉树大地震抗震救灾公益歌曲       |
| 2010年7月  | 《泡泡堂之歌》     | 网游泡泡堂演唱中文版主题曲       |

## 影视作品

### 电影
| 首映时间 | 电影名称               | 饰演角色 | 备注 |
| -------- | ---------------------- | -------- | ---- |
| 2010年   | 《终极匹配》           | --       | 客串 |
| 2010年   | 《芳心驿动》           | 马大文   |      |
| 2013年   | 《古镇凶灵之巫咒缠身》 | 美弥     |      |
| 2016年   | 《爱神箭》             |          |      |
| 2016年   | 《如果没有遇见你》     | 茹果     |      |
| 2019年   | 《又见莲花》(電視電影) |          |      |

### 电视剧
| 首播时间 | 电视剧名称          | 饰演角色  | 备注       |
| -------- | ------------------- | --------- | ---------- |
| 2007年   | 《那小子真帅》      | 韩千穗    |            |
| 2008年   | 《男生日记》        | 莫欣儿    |            |
| 2010年   | 《忘掉我是谁》      | 曾秀丽    |            |
| 2010年   | 《天地姻缘七仙女》  | 兰儿      |            |
| 2013年   | 《鸳鸯佩》          | 艾雯      |            |
| 2014年   | 《阳光派》          | 吴莎莎    | 網絡劇     |
| 2015年   | 《寻找北极光》      | 香香      |            |
| 2017年   | 《那片星空那片海2》 | 赤蝶      |            |
| 2018年   | 《萌妻食神》        | 九爺/九妹 |            |
| 2018年   | 《一千零一夜》      | 小芳      |            |
| 2018年   | 《生于70年代》      | 杨常玉    |            |
| 2019年   | 《启航》            | 杜莎莎    |            |
| 2019年   | 《我知道你的秘密》  | 凌双      |            |
| 待播     | 《天下盐商》        | 小宏      | 2011年拍攝 |
| 待播     | 《向天》            | 乔亚娟    |            |

## 其他作品

### 活动主持
- 2006年10月，湖南金鹰卡通频道《趴趴总动员》主持人
- 2006年10月，湖南卫视《谁是英雄》主持人
- 2006年10月-12月，天娱传媒《超级家族》特邀主持人
- 2006年11月-12月，超级女声全国巡回演唱会外景主持
- 2006年12月，首届重庆小姐选美总决赛颁奖晚会嘉宾主持
- 2007年10月，汕头电视台《潮舞狂飙》嘉宾主持
- 2014年至今 北京卡酷卫视《幼乐园》

### 广告
- 2007年7月，安必信遮立美至美无暇产品代言人
- 2007年9月，新肤宝面部护肤品代言人
- 2008年4月，力度体育用品代言人
- 2010年5月，九溢卫浴代言人
- 2010年12月，喜得狼品牌形象代言人

### 评委
- 2007年10月，腾讯第二届“Q歌Q魅”总决赛

## 主要通告

### 慈善义演
- 2007年8月9日，北京奥运之星保障基金慈善晚会
- 2008年5月16日，“有爱就有希望”大型赈灾义演（中国教育电视台直播）
- 2008年5月17日，“为了灾区的孩子”海南赈灾晚会（旅游卫视直播）
- 2008年5月30日，“以生命的名义”四川赈灾晚会（四川卫视、凤凰卫视直播）
- 2008年6月3日，“用爱搭建温暖的家”大型赈灾义演（黑龙江卫视直播）
- 2008年6月7日，“端午家园情”川湘携手大型特别节目（湖南卫视直播）

### 电视节目
- 2006年11月，凤凰卫视《鲁豫有约》
- 2007年1月，北京电视台《周末名人堂》
- 2007年3月，陕西卫视《周六乐翻天》
- 2007年8月，旅游卫视《美丽俏佳人》
- 2007年8月、9月，湖南卫视《勇往直前》
- 2007年11月，天津卫视《快乐转转转》
- 2008年3月、5月，湖南卫视《勇往直前》
- 2008年5月，旅游卫视《爱拼才会赢》
- 2009年1月，四川卫视2009年春晚《我们一起过年》

### 商业演出
- 2006年9月，2006年中国湖南旅游节(第五届)
- 2006年10月，湖南石门第六届石门柑橘节
- 2006年10月，第六届中国金鹰电视艺术节超级演唱会
- 2006年11月，第七届海南欢乐节
- 2006年11月，广西阳朔第八届漓江渔火节
- 2006年11月-12月，超级女声“完美韵动”巡回演唱会
- 2006年12月，内蒙古呼和浩特蒙牛酸酸乳超级女声新年答谢会
- 2006年12月，广东深圳“快乐中国·诺基亚跨年演唱会”
- 2007年1月，超级女声香港演唱会
- 2007年1月，黑龙江哈尔滨超级女声《十全十美》专辑签唱会
- 2007年3月，四川成都“维维动听演唱会”
- 2007年5月，超级女声西安演唱会
- 2007年6月，江西九江阳蕾专场歌会
- 2007年6月，湖南大庸第一届张家界民歌节
- 2007年8月，超级女声天津演唱会
- 2007年9月，湖南湘潭第二届齐白石艺术节
- 2007年9月，江西宜春首届月亮文化节
- 2007年11月，陕西榆林双创晚会
- 2007年12月，四川成都诺基亚跨年演唱会
- 2008年3月，广西桂林第六届恭城桃花节